# Ngog Bassong
Pour les articles homonymes, voir Ngog et Bassong.
Ngog-Bassong est un village situé dans la région du Centre du Cameroun. Village voisin de la localité de Ngog-Mapubi, Ngog-Bassong dépend du département du Nyong-et-Kéllé.

## Géographie

### Localisation
Localisé dans l'arrondissement (commune) de Ngog-Mapubi, le village de Ngog-Bassong est situé à 90 km de Yaoundé et à 42 km d'Éséka. Il est limitrophe des localités de Limay et de Ngog Mapubi.

## Administration et politique
Ngog-Bassong est une chefferie de troisième degré. Sa Majesté Honol André, chef du village depuis 1997, a succédé à son père Honol Joseph, décédé.

## Population et société

### Démographie
Ngog-Bassong comptait 668 habitants lors du dernier recensement de 2005. La population de Ngog-Bassong est constituée pour l’essentiel de l'ethnie Bassas et de la lignée Ndog Tjock. La population est majoritairement jeune.

### Services sociaux de base
Le village dispose d'une école publique.

### Initiatives locales de développement
Des actions de développement sont impulsées dans le village notamment la dotation de 100 tôles de 3 mètres pour l'école publique de Ngog-Bassong en avril 2016.

## Personnalités liées à Ngog-Bassong
- Paul Pondi, premier délégué général à la sureté nationale et diplomate (ambassadeur au Zaïre et aux États-Unis), est né le 10 février 1928 à Ngog-Bassong et mort le 31 août 2013.
- Pr Jean-Emmanuel Pondi, politologue, professeur des universités et auteur de plusieurs ouvrages. Il est né le 26 novembre 1958 à Nkongsamba[4].